# 8168 Rogerbourke
8168 Rogerbourke este un asteroid din centura principală de asteroizi.

## Descriere
8168 Rogerbourke este un asteroid din centura principală de asteroizi. A fost descoperit pe 18 martie 1991 la Observatorul Palomar de Eleanor Francis Helin. Asteroidul prezintă o orbită caracterizată de o semiaxă mare de 2,39 ua, o excentricitate de 0,29 și o înclinație de 21,2° în raport cu ecliptica.